# 요시다 히토미
요시다 히토미(일본어: 吉田 仁美 よしだ ひとみ[*], 1984년 7월 13일 ~ )는 일본의 여배우, 성우, 가수이다. 지바현 출신. 아뮬레토 소속.

## 성우 출연작
- 괴도 조커 - 키라
- 가정교사 히트맨 리본 - 미우라 하루
- 그림노츠 - 독사과 왕비
- 디지몬 어드벤처 tri. - 타치카와 미미
- 슈팅 바쿠간 4기 - 래프 펀트
- 어떤 마술의 금서목록 시리즈 - 풍기위원장
- 오늘부터 신령님 - 캇파
- 우리집의 여우신령님 - 사이노키
- 유희왕 5D's - 루치아노
- 진연희무쌍 - 진림
- 해피니스 차지 프리큐어! - 오하나/큐어 선셋(28화에 등장하는 하와이의 프리큐어. 오프닝을 부른 나카야 사야카와 함께 출연.)
- 사랑스런 무코 - 무코
- Assault Spy - 아멜리아 스미스
- Occultic;Nine - 아이카와 미유우

## 노래
- 가정교사 히트맨 리본 - 미우라 하루 캐릭터송 '북쪽의 Dangerous'
- 스마일 프리큐어! - 1기 엔딩 (イェイ!イェイ!イェイ!). 2기 엔딩(満開*スマイル!)
- 두근두근! 프리큐어 - 1기 엔딩(この空の向こう). 2기 엔딩(ラブリンク)
- 하늘의 유실물 - 오프닝
- 해피니스 차지 프리큐어! - 1기 엔딩(プリキュア・メモリ). 2기 엔딩(パーティ　ハズカム)
- 쾌도전대 루팡레인저 VS 경찰전대 패트레인저 - 오프닝